# Red Sails in the Sunset
Red Sails in the Sunset è il quinto album in studio del gruppo rock australiano Midnight Oil, pubblicato nel 1984.

## Tracce
1. When the Generals Talk – 3:32
2. Best of Both Worlds – 4:05
3. Sleep – 5:09
4. Minutes to Midnight – 3:20
5. Jimmy Sharman's Boxers – 7:10
6. Bakerman – 0:52
7. Who Can Stand in the Way – 4:33
8. Kosciusko – 4:47
9. Helps Me Helps You – 3:44
10. Harrisburg – 3:46
11. Bells and Horns in the Back of Beyond – 3:30
12. Shipyards of New Zealand – 5:53

## Formazione
- Peter Garrett - voce (tranne 1 e 8)
- Rob Hirst - batteria, cori, percussioni, voce (1 e 8)
- Peter Gifford - basso, cori
- Jim Moginie - chitarra, tastiere
- Martin Rotsey - chitarre